# Eliseu (football, 1952)
Pour le footballeur portugais né en 1983, voir Eliseu.
Eliseu Martins Ramalho, plus communément appelé Eliseu, est un footballeur portugais né le 10 avril 1952 à Leça da Palmeira. Il évoluait au poste de milieu.

## Biographie

### En club
Eliseu joue au Portugal durant toute sa carrière, passant notamment par les clubs du Leixões SC, du Varzim SC, et du Boavista FC.
Avec Boavista, il remporte une Coupe du Portugal en 1979. Il se classe avec Boavista quatrième du championnat en 1980 puis en 1981, ce qui constitue sa meilleure performance,.
Il dispute un total de 293 matchs en première division portugaise pour un total de 13 buts marqués,,.
Au sein des compétitions continentales européennes, il dispute huit rencontres en Coupe de l'UEFA (deux buts), et quatre en Coupe des coupes (un but).

### En équipe nationale
International portugais, il reçoit six sélections en équipe du Portugal entre 1981 et 1982, pour aucun but marqué.
Son premier match est disputé le 15 avril 1981 en amical contre la Bulgarie (match nul 1-1 à Porto).
Son dernier match a lieu le 5 mai 1982 contre le Brésil en amical (défaite 1-3 à São Luís).

## Palmarès
Avec le Boavista FC :
- Vainqueur de la Coupe du Portugal en 1979
- Vainqueur de la Supercoupe du Portugal en 1979